# Kiboriloni
Kiboriloni (auch Kiborloni) ist ein Verwaltungsbezirk (Ward) des Distrikts Moshi (MC) in der tansanischen Region Kilimandscharo.

## Geografie
Kiboriloni liegt im Nordosten von Tansania, nordöstlich des Zentrums der Regionshauptstadt Moshi. Es ist ein kleiner, langgezogener Bezirk nördlich der Nationalstraße T2. Die Grenze im Westen bildet der Fluss Mrusunga, im Osten der Fluss Mto Mdogo.
Der Bezirk grenzt im Norden an Mbokomu, Old Moshi Magharibi und Old Moshi Mashariki, im Osten an Kimochi, die alle zum Distrikt Moshi gehören. Im Süden grenzt Kiboriloni an Ng'ambo und Msaranga, im Südwesten an Mji Mpya und im Westen an Rau. Bei der Volkszählung 2022 lebten 9202 Menschen in 2910 Haushalten auf einer Fläche von 2,9 Quadratkilometern.

## Gliederung
Der Bezirk besteht aus drei Stadtteilen (Mtaa):
- KDC
- Mnazi Mmoja
- Sokoni

## Wirtschaft und Infrastruktur
- Bildung: Die Kiboriloni Secondary School ist eine staatliche weiterführende Schule, die rund 100 Mädchen und Burschen bis zur 4. Stufe ausbildet.[8]
- Gesundheit: Die staatliche Apotheke im Bezirk führt auch grundlegende Notfallvorsorgen durch.[9]
- Markt: Der Markt in Kiboriloni ist bekannt für afrikanische Stoffe.[10]